# Malören
Malören (Fins: Maluri) is een Zweeds eiland in de Botnische Golf. Het maakt deel uit van de plaatselijke scherenkust van de Kalix-archipel. Het eiland ligt ten westen van Sandskär, maar behoort niet tot het nationaal park Haparanda Skärgård. Malören valt namelijk onder de gemeente Kalix. Malören heeft de vorm van een atol: zandbanken rond een lagune. Malören kent een aantal schuilcabines, een kapel (bijnaam: Kathedraal van de archipel) (1769), een communicatie-installatie voor noodgevallen en een vuurtoren (1851). Het eiland was het eerste teken voor schippers komende uit het zuiden, dat ze land naderden.
Malören is ongeveer 1500 jaar geleden ontstaan toen het gebied begon te stijgen met 85 cm per eeuw; ook heden ten dage wordt het eiland jaarlijks een beetje groter.
Malören vormt in haar eentje een natuurreservaat van 181 hectare groot.